# 재러드 부시
재러드 부시(영어: Jared Bush, 1976년 4월 1일 ~ )는 미국의 애니메이터, 각본가이다. 바이런 하워드, 리치 무어와 같이 월트 디즈니 애니메이션 스튜디오의 영화 《주토피아》(2016)를 연출하고 각본을 썼다.

## 작품

### TV애니메이션
- 펜 제로: 파트타임 히어로

### 영화
- 주토피아
- 모아나
- 라야와 마지막 드래곤
- 엔칸토
- 모아나 2